# Torana

Le terme sanscrit toraṇa, désigne, dans les traités d'architecture indiens, quelle que soit leur obédience religieuse, une arche ou un portique, ouvrant l'enceinte d'un lieu sacré ou d'une cité.
Le terme désigne initialement une simple arcature à piliers, très légère d'aspect, qui donne accès à un édifice religieux, face à l'entrée du monument ou aux quatre orients. Un des plus anciens exemples de toranas de ce type, plus fréquent en contexte bouddhique, est celui du grand stûpa de Sânchî. On peut également en trouver parfois en contexte hindou, comme en témoigne le très élégant toraṇa du Mukteśvara, temple de Shiva à Bhubaneswar.
Ce type de toraṇa est peut-être à l'origine des pailou chinois et des torii japonais.
On appelle aussi torana au Gujarat des portiques construits en bambou et tissu, en forme d'arche, souvent décorés de broderies d'inspiration religieuse ou de motifs tirés de la nature et qui signalent une cérémonie, un mariage par exemple.
En Inde du Sud, à partir de l'époque médiévale, on désigne sous le nom de toraṇa, les portes monumentales ouvrant l'enceinte des temples ou des cités, ou gopura. Contrairement aux exemples antérieurs, ces « portes », qui sont de véritables pavillons, sont dans la majorité des cas plus hautes que le temple lui-même. Elles avaient en effet vocation à être vues de très loin pour signaler la puissance de la cité ou du temple.
On peut citer, parmi les plus monumentaux, les gopuras de Madurai au Tamil Nadu, ou ceux d'Hampi-Vijayanagar au Karnataka.

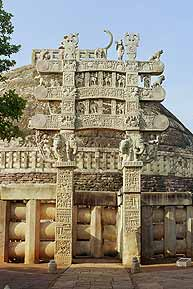
Un des toranas du grand stûpa de Sânchî (fin du Ier siècle)
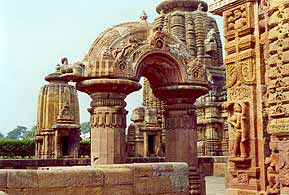
Le torana du temple de Mukteshvara à Bhubaneshwar (fin du Xe siècle)
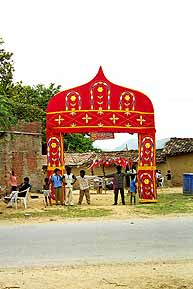
Un torana signalant un mariage (2003) au Rajasthan
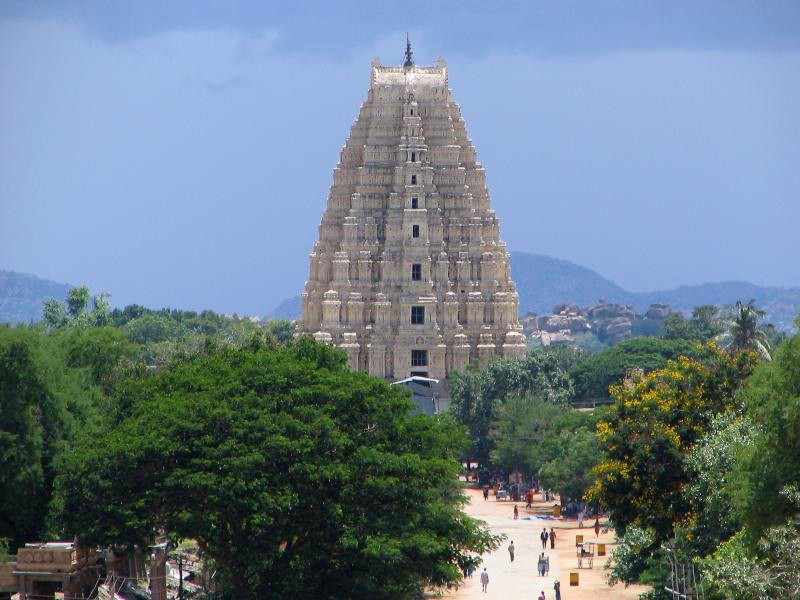
Un gopura à Hampi